# Vitesse in het seizoen 1991/92
|               | Eredivisie | KNVB beker | Totaal |
| ------------- | ---------- | ---------- | ------ |
| Wedstrijden   | 34         | 2          | 36     |
| Gewonnen      | 15         | 0          | 15     |
| Gelijk        | 10         | 2          | 12     |
| Verloren      | 9          | 0          | 9      |
| Thuis         | 17         | 0          | 17     |
| Uit           | 17         | 2          | 19     |
| Gele kaarten  | 23         | 1          | 24     |
| 2× gele kaart | 0          | 0          | 0      |
| Rode kaarten  | 1          | 0          | 1      |
| Doelsaldo     | +14        | +0         | +14    |
| voor          | 47         | 4          | 51     |
| tegen         | 33         | 4          | 37     |
| ‘De Nul’      | 12         | 0          | 12     |

Vitesse kwam in het seizoen 1991/1992 voor het derde seizoen op rij uit in de hoogste klasse van het betaald voetbal, de Eredivisie. Daarnaast nam het Arnhemse elftal deel aan het toernooi om de KNVB beker.

## Samenvatting
De Vitesse-selectie stond in het seizoen 1991/'92 voor het vijfde seizoen op rij onder leiding van trainer Bert Jacobs.
In de Eredivisie eindigde Vitesse dit seizoen als 4e met 40 punten (in het "2 punten"-systeem). Vitesse plaatste zich daardoor voor de UEFA Cup 1992/93.

In de KNVB beker werd Vitesse in de achtste finale na strafschoppen uitgeschakeld door Sparta Rotterdam.
In de competitie bezochten gemiddeld 6.606 toeschouwers Vitesse in Nieuw-Monnikenhuize.

## Selectie en statistieken
Legenda
| - W Wedstrijden - Doelpunten | - Gele kaarten (inclusief 2× geel) - 2× gele kaart in 1 wedstrijd - Rode kaarten (inclusief 2× geel) | - B Basisplaatsen - In Wissels In - Uit Wissels Uit |

| Nat.               | Spelersnaam          | Eredivisie | Eredivisie | Eredivisie | Eredivisie | Eredivisie | Eredivisie | Eredivisie | Eredivisie |  | KNVB beker | KNVB beker | KNVB beker | KNVB beker | KNVB beker | KNVB beker | KNVB beker | KNVB beker |  | Totaal | Totaal | Totaal | Totaal | Totaal | Totaal | Totaal | Totaal |
| Nat.               | Spelersnaam          | W          |            |            |            |            | B          | In         | Uit        |  | W          |            |            |            |            | B          | In         | Uit        |  | W      |        |        |        |        | B      | In     | Uit    |
| ------------------ | -------------------- | ---------- | ---------- | ---------- | ---------- | ---------- | ---------- | ---------- | ---------- |  | ---------- | ---------- | ---------- | ---------- | ---------- | ---------- | ---------- | ---------- |  | ------ | ------ | ------ | ------ | ------ | ------ | ------ | ------ |
| Vlag van Nederland | Hans van Arum        | 28         | 8          | 0          | 0          | 0          | 24         | 4          | 5          |  | 1          | 1          | 0          | 0          | 0          | 1          | 0          | 1          |  | 29     | 9      | 0      | 0      | 0      | 25     | 4      | 6      |
| Vlag van Nederland | Theo Bos             | 28         | 0          | 2          | 0          | 0          | 28         | 0          | 0          |  | 2          | 0          | 0          | 0          | 0          | 2          | 0          | 0          |  | 30     | 0      | 2      | 0      | 0      | 30     | 0      | 0      |
| Vlag van Nederland | Ton van Bremen       | 3          | 0          | 0          | 0          | 0          | 1          | 2          | 0          |  | 0          | 0          | 0          | 0          | 0          | 0          | 0          | 0          |  | 3      | 0      | 0      | 0      | 0      | 1      | 2      | 0      |
| Vlag van Nederland | John van den Brom    | 32         | 10         | 4          | 0          | 0          | 32         | 0          | 0          |  | 2          | 0          | 0          | 0          | 0          | 2          | 0          | 0          |  | 34     | 10     | 4      | 0      | 0      | 34     | 0      | 0      |
| Vlag van Nederland | Phillip Cocu         | 33         | 3          | 1          | 0          | 0          | 31         | 2          | 12         |  | 2          | 0          | 0          | 0          | 0          | 2          | 0          | 2          |  | 35     | 3      | 1      | 0      | 0      | 33     | 2      | 14     |
| Vlag van Nederland | René Eijer           | 32         | 1          | 3          | 0          | 0          | 32         | 0          | 0          |  | 2          | 1          | 1          | 0          | 0          | 2          | 0          | 0          |  | 34     | 2      | 4      | 0      | 0      | 34     | 0      | 0      |
| Vlag van Nederland | Raimond van der Gouw | 34         | 0          | 0          | 0          | 0          | 34         | 0          | 0          |  | 2          | 0          | 0          | 0          | 0          | 2          | 0          | 0          |  | 36     | 0      | 0      | 0      | 0      | 36     | 0      | 0      |
| Vlag van Nederland | Rick Hilgers         | 26         | 5          | 0          | 0          | 0          | 8          | 18         | 2          |  | 1          | 0          | 0          | 0          | 0          | 0          | 1          | 0          |  | 27     | 5      | 0      | 0      | 0      | 8      | 19     | 2      |
| Vlag van Nederland | Dennis Krijgsman     | 8          | 0          | 1          | 0          | 0          | 2          | 6          | 2          |  | 0          | 0          | 0          | 0          | 0          | 0          | 0          | 0          |  | 8      | 0      | 1      | 0      | 0      | 2      | 6      | 2      |
| Vlag van Rusland   | Sergej Kroetov       | 1          | 0          | 0          | 0          | 0          | 1          | 0          | 0          |  | 0          | 0          | 0          | 0          | 0          | 0          | 0          | 0          |  | 1      | 0      | 0      | 0      | 0      | 1      | 0      | 0      |
| Vlag van Nederland | Martin Laamers       | 34         | 2          | 1          | 0          | 0          | 34         | 0          | 3          |  | 2          | 0          | 0          | 0          | 0          | 2          | 0          | 0          |  | 36     | 2      | 1      | 0      | 0      | 36     | 0      | 3      |
| Vlag van Nederland | Bart Latuheru        | 33         | 4          | 1          | 0          | 0          | 33         | 0          | 8          |  | 2          | 0          | 0          | 0          | 0          | 2          | 0          | 0          |  | 35     | 4      | 1      | 0      | 0      | 35     | 0      | 8      |
| Vlag van Nederland | Huub Loeffen         | 34         | 9          | 2          | 0          | 1          | 32         | 2          | 6          |  | 2          | 1          | 0          | 0          | 0          | 2          | 0          | 0          |  | 36     | 10     | 2      | 0      | 1      | 34     | 2      | 6      |
| Vlag van Nederland | Richard Roelofsen    | 10         | 0          | 1          | 0          | 0          | 3          | 7          | 3          |  | 2          | 1          | 0          | 0          | 0          | 1          | 1          | 0          |  | 12     | 1      | 1      | 0      | 0      | 4      | 8      | 3      |
| Vlag van Nederland | Roberto Straal       | 21         | 1          | 3          | 0          | 0          | 16         | 5          | 1          |  | 2          | 0          | 0          | 0          | 0          | 1          | 1          | 0          |  | 23     | 1      | 3      | 0      | 0      | 17     | 6      | 1      |
| Vlag van Nederland | Edward Sturing       | 33         | 0          | 2          | 0          | 0          | 33         | 0          | 2          |  | 2          | 0          | 0          | 0          | 0          | 2          | 0          | 0          |  | 35     | 0      | 2      | 0      | 0      | 35     | 0      | 2      |
| Vlag van Nederland | Arjan Vermeulen      | 29         | 3          | 2          | 0          | 0          | 29         | 0          | 2          |  | 1          | 0          | 0          | 0          | 0          | 1          | 0          | 0          |  | 30     | 3      | 2      | 0      | 0      | 30     | 0      | 2      |
| Totaal             | Totaal               | 34         | 47         | 23         | 0          | 1          | 374        | 46         | 46         |  | 2          | 4          | 1          | 0          | 0          | 22         | 3          | 3          |  | 36     | 51     | 24     | 0      | 1      | 396    | 49     | 49     |
| Nat.               | Spelersnaam          | W          |            |            |            |            | B          | In         | Uit        |  | W          |            |            |            |            | B          | In         | Uit        |  | W      |        |        |        |        | B      | In     | Uit    |
| Nat.               | Spelersnaam          | Eredivisie | Eredivisie | Eredivisie | Eredivisie | Eredivisie | Eredivisie | Eredivisie | Eredivisie |  | KNVB beker | KNVB beker | KNVB beker | KNVB beker | KNVB beker | KNVB beker | KNVB beker | KNVB beker |  | Totaal | Totaal | Totaal | Totaal | Totaal | Totaal | Totaal | Totaal |

### Topscorers
| Nr.                         | Naam                        | Doelpunt(en) |
| --------------------------- | --------------------------- | ------------ |
| 1                           | John van den Brom           | 10           |
| 2                           | Huub Loeffen                | 9            |
| 3                           | Hans van Arum               | 8            |
| 4                           | Rick Hilgers                | 5            |
| 5                           | Bart Latuheru               | 4            |
| 6                           | Phillip Cocu                | 3            |
| 6                           | Arjan Vermeulen             | 3            |
| 8                           | Martin Laamers              | 2            |
| 9                           | René Eijer                  | 1            |
| 9                           | Roberto Straal              | 1            |
| Eigen doelpunt tegenstander | Eigen doelpunt tegenstander | 1            |
| Totaal                      | Totaal                      | 47           |

| Nr.    | Naam              | Doelpunt(en) |
| ------ | ----------------- | ------------ |
| 1      | Hans van Arum     | 1            |
| 1      | René Eijer        | 1            |
| 1      | Huub Loeffen      | 1            |
| 1      | Richard Roelofsen | 1            |
| Totaal | Totaal            | 4            |

| Nr.                         | Naam                        | Doelpunt(en) |
| --------------------------- | --------------------------- | ------------ |
| 1                           | John van den Brom           | 10           |
| 1                           | Huub Loeffen                | 10           |
| 3                           | Hans van Arum               | 9            |
| 4                           | Rick Hilgers                | 5            |
| 5                           | Bart Latuheru               | 4            |
| 6                           | Phillip Cocu                | 3            |
| 6                           | Arjan Vermeulen             | 3            |
| 8                           | René Eijer                  | 2            |
| 8                           | Martin Laamers              | 2            |
| 10                          | Richard Roelofsen           | 1            |
| 10                          | Roberto Straal              | 1            |
| Eigen doelpunt tegenstander | Eigen doelpunt tegenstander | 1            |
| Totaal                      | Totaal                      | 51           |

## Wedstrijden
Bron: Vitesse Statistieken
| Legenda    |
| ---------- |
| Winst      |
| Gelijkspel |
| Verlies    |

### Eredivisie
| Datum             | Thuis            | Uitslag   | Uit              | Doelpuntenmakers Vitesse                                                             | Bijzonderheden                                                                                 |
| ----------------- | ---------------- | --------- | ---------------- | ------------------------------------------------------------------------------------ | ---------------------------------------------------------------------------------------------- |
| 21 augustus 1991  | FC Den Haag      | 0-3 (0-3) | Vitesse          | Loeffen (2x; 0-2, 0-3), Cocu (0-1)                                                   | Loeffen 80'; Wedstrijd in de 75e minuut gestaakt, 35 minuten later in leeg stadion uitgespeeld |
| 25 augustus 1991  | Vitesse          | 0-0       | Ajax             | (-)                                                                                  |                                                                                                |
| 28 augustus 1991  | Vitesse          | 0-0       | Roda JC          | (-)                                                                                  |                                                                                                |
| 31 augustus 1991  | VVV              | 0-0       | Vitesse          | (-)                                                                                  |                                                                                                |
| 4 september 1991  | Vitesse          | 4-1 (3-0) | SVV/Dordrecht'90 | Loeffen (3x; 1-0, 2-0, 3-0), Van den Brom (4-0)                                      |                                                                                                |
| 7 september 1991  | Willem II        | 2-4 (0-1) | Vitesse          | Van Arum (2x; 1-2, 2-4), Cocu (0-1), Van den Brom (1-3)                              |                                                                                                |
| 15 september 1991 | FC Volendam      | 0-1 (0-1) | Vitesse          | Van den Brom (0-1)                                                                   |                                                                                                |
| 22 september 1991 | Vitesse          | 2-1 (0-0) | Feyenoord        | Van den Brom (1-0), Heus (e.d.; 2-1)                                                 |                                                                                                |
| 25 september 1991 | MVV Maastricht   | 2-1 (1-0) | Vitesse          | Hilgers (2-1)                                                                        |                                                                                                |
| 29 september 1991 | Vitesse          | 1-2 (1-1) | PSV              | Van Arum (1-1)                                                                       |                                                                                                |
| 6 oktober 1991    | RKC Waalwijk     | 1-0 (0-0) | Vitesse          | (-)                                                                                  |                                                                                                |
| 9 oktober 1991    | Vitesse          | 0-0       | FC Groningen     | (-)                                                                                  |                                                                                                |
| 20 oktober 1991   | De Graafschap    | 2-0 (0-0) | Vitesse          | (-)                                                                                  |                                                                                                |
| 30 oktober 1991   | Vitesse          | 1-0 (0-0) | FC Utrecht       | Hilgers (1-0)                                                                        |                                                                                                |
| 2 november 1991   | Fortuna Sittard  | 2-2 (2-0) | Vitesse          | Van Arum (2-1), Van den Brom (2-2)                                                   |                                                                                                |
| 10 november 1991  | Vitesse          | 4-1 (3-0) | FC Twente        | Loeffen (2x; 2-0, 4-1), Straal (1-0), Latuheru (3-0)                                 |                                                                                                |
| 24 november 1991  | Sparta Rotterdam | 1-1 (1-1) | Vitesse          | Van Arum (0-1)                                                                       |                                                                                                |
| 8 december 1991   | Ajax             | 0-2 (0-1) | Vitesse          | Laamers (0-1), Loeffen (0-2)                                                         |                                                                                                |
| 15 december 1991  | Vitesse          | 2-0 (0-0) | FC Den Haag      | Van den Brom (1-0), Vermeulen (2-0)                                                  |                                                                                                |
| 12 januari 1992   | Vitesse          | 6-1 (2-1) | VVV              | Van den Brom (2x; 2-0, 3-1), Latuheru (2x; 4-1, 6-1), Hilgers (1-0), Vermeulen (5-1) |                                                                                                |
| 19 januari 1992   | SVV/Dordrecht'90 | 0-1 (0-0) | Vitesse          | Hilgers (0-1)                                                                        |                                                                                                |
| 26 januari 1992   | Vitesse          | 3-1 (2-0) | Willem II        | Hilgers (1-0), Latuheru (2-0), Van den Brom (3-1)                                    |                                                                                                |
| 2 februari 1992   | Vitesse          | 0-0       | FC Volendam      | (-)                                                                                  |                                                                                                |
| 16 februari 1992  | Feyenoord        | 5-0 (4-0) | Vitesse          | (-)                                                                                  |                                                                                                |
| 19 februari 1992  | Roda JC          | 1-1 (0-0) | Vitesse          | Laamers (0-1)                                                                        |                                                                                                |
| 23 februari 1992  | Vitesse          | 1-2 (0-1) | MVV Maastricht   | Vermeulen (1-1)                                                                      |                                                                                                |
| 7 maart 1992      | PSV              | 2-0 (1-0) | Vitesse          | (-)                                                                                  |                                                                                                |
| 15 maart 1992     | Vitesse          | 0-1 (0-1) | RKC Waalwijk     | (-)                                                                                  |                                                                                                |
| 29 maart 1992     | FC Groningen     | 1-2 (0-0) | Vitesse          | Van den Brom (1-1), Van Arum (1-2)                                                   |                                                                                                |
| 5 april 1992      | Vitesse          | 1-0 (1-0) | De Graafschap    | Loeffen (1-0)                                                                        |                                                                                                |
| 12 april 1992     | FC Utrecht       | 1-1 (0-1) | Vitesse          | Van Arum (0-1)                                                                       |                                                                                                |
| 20 april 1992     | Vitesse          | 0-1 (0-1) | Fortuna Sittard  | (-)                                                                                  |                                                                                                |
| 26 april 1992     | FC Twente        | 1-2 (1-2) | Vitesse          | Eijer (0-1), Cocu (0-2)                                                              |                                                                                                |
| 3 mei 1992        | Vitesse          | 1-1 (0-0) | Sparta Rotterdam | Van Arum (1-0)                                                                       |                                                                                                |

### KNVB beker
| Datum            | Ronde          | Thuis            | Uitslag        | Uit     | Doelpuntenmakers Vitesse           | Bijzonderheden                                                                                             |
| ---------------- | -------------- | ---------------- | -------------- | ------- | ---------------------------------- | --- |
| 16 november 1991 | Derde ronde    | BV Veendam       | 2-2 (0-1, 2-2) | Vitesse | Van Arum (0-1), Huub Loeffen (1-2) | Vitesse wint na strafschoppen (5-6)                                                                        |
| 9 februari 1992  | Achtste finale | Sparta Rotterdam | 2-2 (1-1, 2-2) | Vitesse | Eijer (1-1), Roelofsen (1-2)       | Vitesse verliest na strafschoppen; Eijer, Laamers, Roelofsen scoren, Bos en Van den Brom missen strafschop |

### Oefenwedstrijden
| Datum             | Thuis                 | Uitslag     | Uit                        | Doelpuntenmakers Vitesse | Bijzonderheden                                                        |
| ----------------- | --------------------- | ----------- | -------------------------- | --- | --------------------------------------------------------------------- |
| 24 juli 1991      | Aalten regio selectie | 2-6 (1-5)   | Vitesse                    | Eijer (2x; 1-2, 1-3), Latuheru (1-1), Laamers (1-4), Van den Brom (1-5), Krijgsman (2-6) |                                                                       |
| 27 juli 1991      | Vitesse '08           | 0-13 (0-8)  | Vitesse                    | Van den Brom (3x; 0-5, 0-6, 0-7), Cocu (3x; 0-9, 0-11, 0-12), Eijer (2x; 0-2, 0-8), Van Arum (2x; 0-4, 0-13), Loeffen (0-1), Latuheru (0-3), Vermeulen (0-10)                                                                   |                                                                       |
| 28 juli 1991      | VV Oeken              | 0-21 (0-12) | Vitesse                    | Roelofsen (6x; 0-2, 0-4, 0-8, 0-14, 0-15, 0-19), Hilgers (5x; 0-1, 0-6, 0-10, 0-11, 0-12), Kroetov (3x; 0-7, 0-17, 0-21), Krijgsman (2x; 0-16, 0-18), Cocu (0-3), Nascimento (0-5), Eijer (0-9), Laamers (0-13), ? (e.d.; 0-20) |                                                                       |
| 29 juli 1991      | Dronts elftal         | 1-11 (0-6)  | Vitesse                    | Eijer (3x; 0-3, 0-6, 0-7), Cocu (2x; 0-2, 0-10), Latuheru (2x; 0-4, 0-5), Loeffen (2x; 0-9, 1-11), Roelofsen (0-1), Krijgsman (0-8)                                                                                             |                                                                       |
| 31 juli 1991      | VV Thorn              | 1-7 (0-4)   | Vitesse                    | Van Arum (4x; 0-2, 0-5, 0-6, 1-7), Eijer (0-1), Van Bremen (0-3), Van den Brom (0-4) |                                                                       |
| 2 augustus 1991   | Belfeldia             | 0-7 (0-2)   | Vitesse                    | Roelofsen (3x; 0-2, 0-3, 0-5), Hilgers (2x; 0-1, 0-6), Loeffen (2x; 0-4, 0-7) |                                                                       |
| 2 augustus 1991   | Vitesse               | 8-1 (4-0)   | Lebo/Nieuwdorp             | Loeffen (2x; 0-2, 0-4), Kroetov (2x; 1-7, 1-8), Laamers (0-1), Cocu (0-3), Bos (1-5), Eijer (1-6) | Zeeland toernooi                                                      |
| 2 augustus 1991   | Vitesse               | 2-1 (0-0)   | FC Utrecht                 | Van den Brom (1-0), Van Arum (2-0) | Zeeland toernooi                                                      |
| 3 augustus 1991   | Vitesse               | 0-1 (0-0)   | Swindon Town               | (-) | Zeeland toernooi; finale; Bos                                         |
| 5 augustus 1991   | SDC Putten            | 3-4 (1-2)   | Vitesse                    | Krijgsman (2x; 1-1, 1-2), Cocu (2x; 2-3, 2-4) |                                                                       |
| 6 augustus 1991   | Vitesse               | 1-3 (0-3)   | Valencia CF                | Latuheru (1-3) |                                                                       |
| 10 augustus 1991  | SC Cambuur            | 1-4 (1-0)   | Vitesse                    | Latuheru (2x; 1-2, 1-3), Sturing (1-1), Van Arum (1-4) |                                                                       |
| 13 augustus 1991  | De Treffers           | 0-2 (0-2)   | Vitesse                    | Van Arum (0-1), Cocu (0-2) |                                                                       |
| 17 augustus 1991  | Kozakken Boys         | 0-6 (0-3)   | Vitesse                    | Loeffen (2x; 0-5, 0-6), Laamers (0-1), Bos (0-2), Van Arum (0-3), Cocu (0-4) |                                                                       |
| 10 september 1991 | Velps comb. elftal    | 1-8 (0-7)   | Vitesse                    | Latuheru (2x), Loeffen (2x), Van Arum, Straal, Sturing, Hilgers |                                                                       |
| 12 oktober 1991   | AZ                    | 2-1 (1-0)   | Vitesse                    | Latuheru (1-1) |                                                                       |
| 12 november 1991  | Vitesse               | 4-1 (2-1)   | Ipswich Town FC            | Wark (e.d.; 1-0), Eijer (2-0), Roelofsen (3-1), Krijgsman (4-1) | Afscheidswedstrijd Frans Thijssen; Bobby Robson als coach van Vitesse |
| 28 december 1991  | K.v.v. Quick Boys     | 0-6 (0-3)   | Vitesse                    | Van den Brom (2x; 0-2, 0-5), Eijer (0-1), Cocu (0-3), Van Arum (0-4), Roelofsen (0-6) |                                                                       |
| 7 januari 1992    | BVV                   | 1-5 (1-2)   | Vitesse                    | Hilgers (2x; 1-3, 1-4), Van Arum (1-1), Van den Brom (1-2), Eijer (1-5) |                                                                       |
| 4 februari 1992   | Vitesse               | 0-2 (0-1)   | Nederlands militair elftal | (-) |                                                                       |
| 21 maart 1992     | EVV Eindhoven         | 1-1 (1-0)   | Vitesse                    | Hilgers (1-1) |                                                                       |
| 24 maart 1992     | RKSV Rood-Wit         | 1-7 (0-4)   | Vitesse                    | Van den Brom (2x; 0-1, 0-2), Cocu (2x; 0-4, ?), Roelofsen (0-3), Van Arum (?), Loeffen (?) |                                                                       |
| 14 mei 1992       | OFI Kreta             | 4-0         | Vitesse                    | (?) |                                                                       |